# Calophyllum macrophyllum
Calophyllum macrophyllum är en tvåhjärtbladig växtart som beskrevs av Rudolph Herman Scheffer. Calophyllum macrophyllum ingår i släktet Calophyllum och familjen Calophyllaceae. Inga underarter finns listade i Catalogue of Life.